# 卡斯蒂尔德尔加多
卡斯蒂尔德尔加多，是西班牙卡斯蒂利亚-莱昂布尔戈斯省的一个市镇。总面积5平方公里，总人口79人（2001年），人口密度16人/平方公里。